# Датаизм

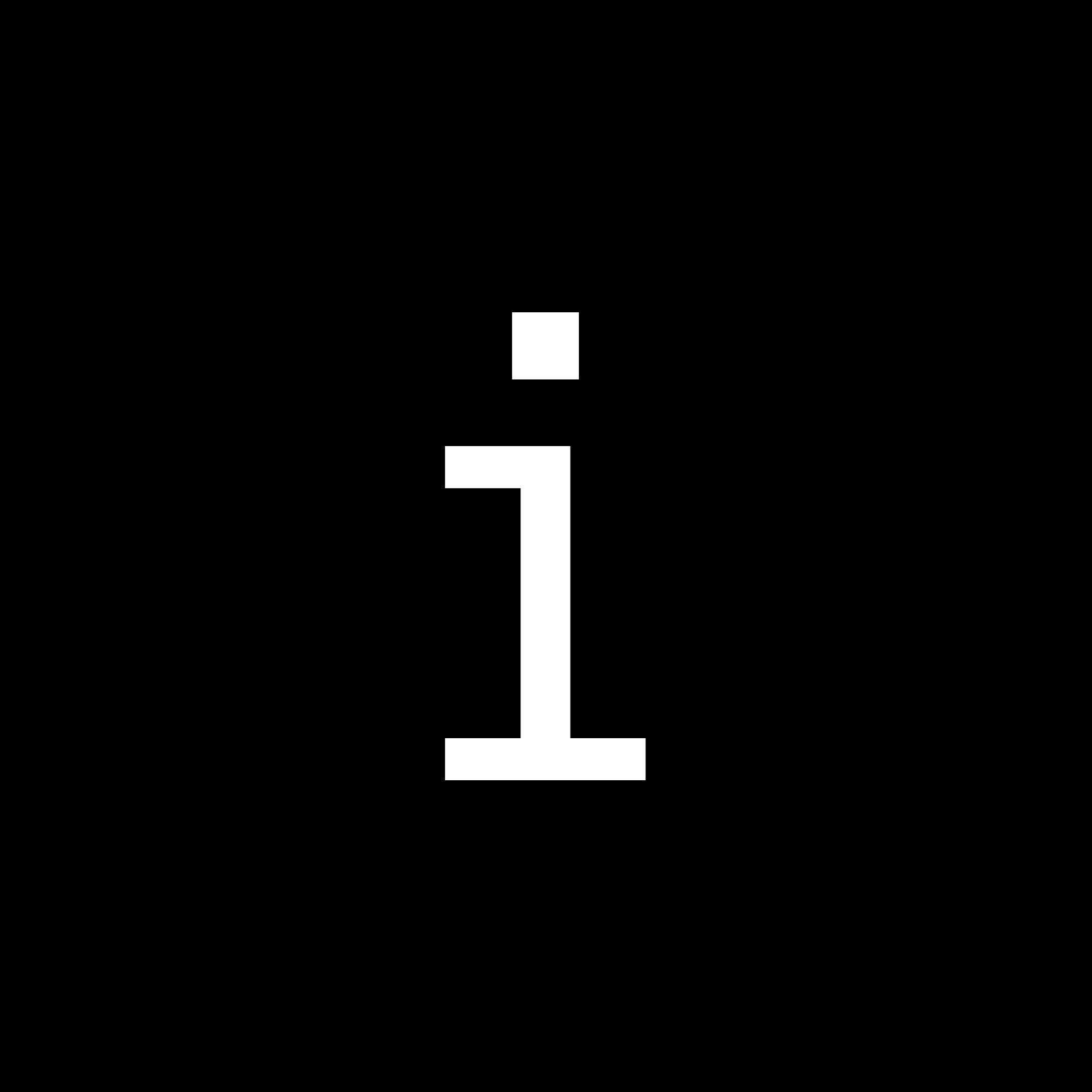
Data-ism

Датаи́зм (data-ism) — философская парадигма, провозглашающая, что Вселенная состоит из потоков данных, и что ценность всякого явления или сущности определяется их вкладом в обработку данных. Согласно этой концепции, никто не должен препятствовать движению информации. Напротив, каждому следует становиться частью информационного пространства, потребляя данные и обогащая его новыми.

## История

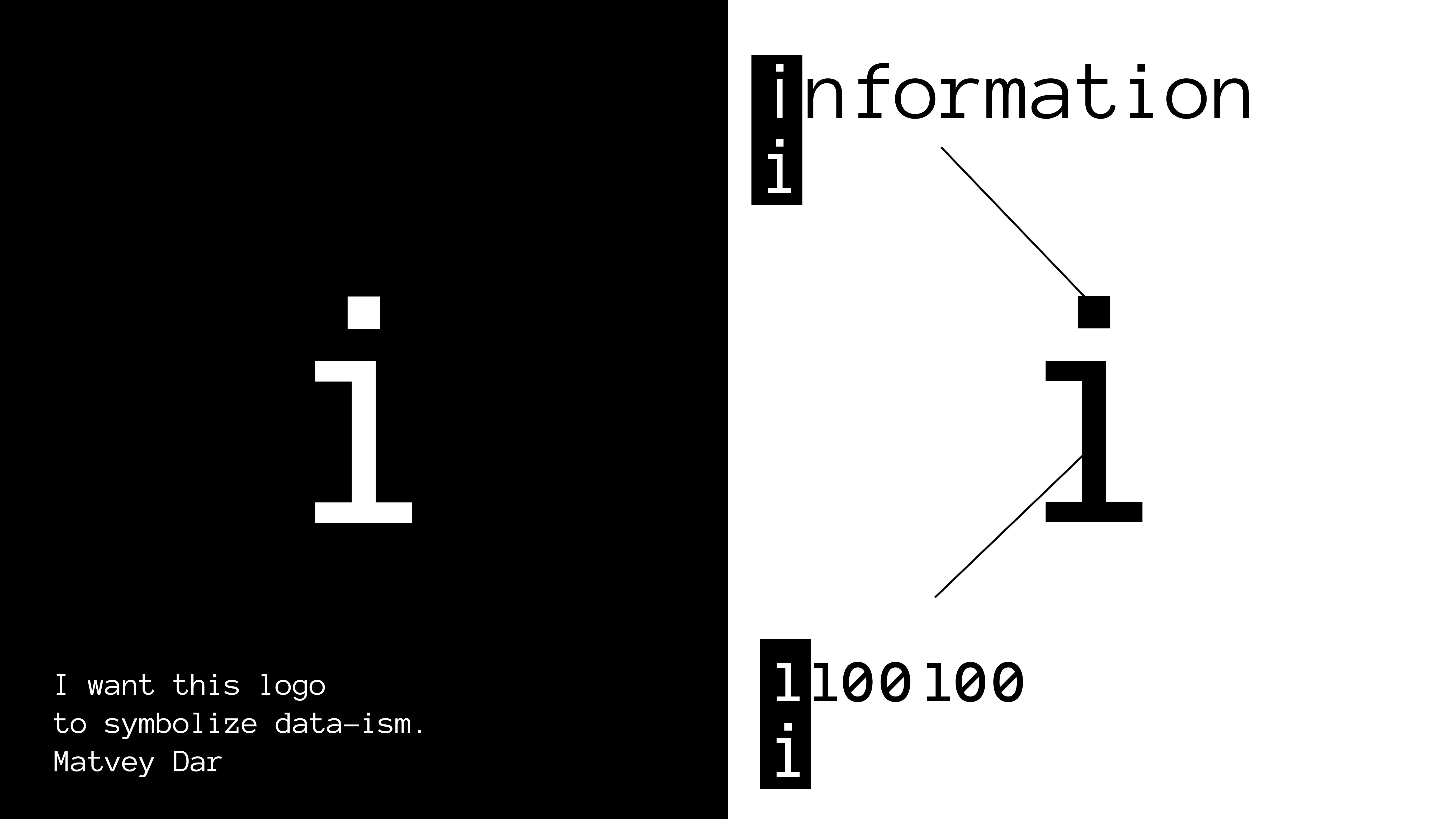

Впервые этот термин был использован Дэвидом Бруксом в 2013 году в газете The New York Times для описания мышления или философии, созданной новым значением больших данных: «Если бы вы попросили меня описать восходящую философию дня, я бы сказал, что это data-ism».
В 2016 году в своей книге «Homo Deus» Юваль Ной Харари расширил этот термин, назвав датаизм идеологией или даже новой формой религии, в которой «информационный поток» является «высшей ценностью».

## Критика
Комментируя характеристику датаизма от Харари, аналитик по безопасности Дэниел Мисслер считает, что датаизм не представляет проблемы для идеологии либерального гуманизма, как утверждает Харари, так как люди одновременно смогут верить в свою собственную важность и важность данных.
Сам Харари высказывает некоторые критические замечания, такие как проблема сознания, которую датаизм вряд ли решит. Рассмотрение организмов как алгоритмов также неоднозначно; датаизм вводит «биологические алгоритмы», отличающиеся от обычных. Датаизм подразумевает, что все данные должны быть общедоступными, даже личные; этот фактор многими считается неприемлемым.
Терри Ортлеб считает датаизм антиутопией, опасной для человечества.
Скандал с Facebook и Cambridge Analytica показал, как политические лидеры манипулировали данными пользователей Facebook, чтобы создать их психологические профили для дальнейшего манипулирования людьми. Команда аналитиков данных воспроизвела технологию искусственного интеллекта, разработанную Cambridge Analytica, на основе данных Facebook и смогла определить следующие правила: 10 лайков позволяют машине узнать человека на уровне коллеги, 70 лайков — на уровне приятеля, 150 лайков — члена семьи, 300 лайков — как любящего партнёра. Такие исследования позволяют узнать пристрастия людей лучше, чем они сами о себе знают